# Военный переворот в Ираке (1941)
Военный переворот 1941 года в Ираке, также известный как Переворот Рашида Али (араб. ثورة رشيد عالي الكيلاني‎) или Переворот «Золотой четвёрки» — пронацистский военный переворот, произошедший в Ираке 1 апреля 1941 года.

## Предыстория
Королевство Ирак благодаря англо-иракскому договору 1930 года находилось в зависимом от Великобритании положении. Патриотически настроенные круги страны это положение не устраивало, и Ирак не был особо лоялен к англичанам. Часть антибритански настроенных иракских военных, группировавшаяся в 1930-х вокруг германского посла Фрица Гробба, стала известна как «Круг Семи», а их лидеры — как «Золотая четвёрка». После подавления антибританского восстания в Палестине многие его участники нашли убежище в Ираке, сюда же впоследствии перебрался и лидер повстанцев, бывший муфтий Иерусалима Амин аль-Хусейни.
После начала Второй мировой войны Ирак 5 сентября 1939 года по настоянию Великобритании разорвал дипломатические отношения с Германией, но не стал объявлять ей войны. Когда же в войну вступила Италия, Ирак даже не стал разрывать с ней дипломатических отношений. Капитуляция Франции и прибытие во французскую Сирию комиссии Стран Оси по перемирию сильно уронили престиж англичан. Кроме-того в Ираке, все еще помнили убийство короля Гази I, при загадочных обстоятельствах, в чем-подозревали премьер-министра Нури-аль-Саида. Среди панарабистких кругов Королевства, это событие стало лишь очередным подтверждением империалистических намерений Великобритании, удержать Ирак в полном подчинении.

## Ход событий
В марте 1941 года прогермански настроенный премьер-министр Ирака Рашид Али аль-Гайлани изгнал пробритански настроенного Нури аль-Саида, а 1 апреля, опираясь на «Золотую четвёрку», сместил Абд аль-Илаха с поста регента при малолетнем Фейсале II, сделав вместо него регентом Шерифа Шарафа.
8 апреля 1941 года Уинстон Черчилль написал министру по делам Индии:

«Положение в Ираке обострилось. Мы должны обеспечить безопасность Басры, так как американцы всё энергичнее настаивают на создании там большой авиасборочной базы, куда они могли бы непосредственно доставлять свои самолёты. Этот план представляется весьма важным, поскольку центр войны явно перемещается на Восток.»

18 апреля в Басре высадилась британская пехотная бригада (первоначально предназначенная для отправки в Малайю); высадку прикрывал британский батальон, днём ранее доставленный на авиабазу Шуайба на самолётах. Премьер-министр Великобритании обратился к правительству Индии с просьбой как можно скорее послать в Ирак ещё две бригады, также предназначавшиеся для Малайи. Когда британский посол в Ираке уведомил Рашида Али, что 30 апреля в Басру прибудут новые транспорты, тот сказал, что не может разрешить никаких новых высадок, пока британские войска, уже находящиеся в Басре, не проследуют через порт. Однако британцы проигнорировали его возражение, и Гайлани был вынужден начать боевые действия, надеясь на помощь со стороны Германии.
Во время начавшейся англо-иракской войны иракские воинские части в ночь на 30 апреля блокировали 2,5-тысячный английский гарнизон в Хаббании. 9 мая духовенство объявило «джихад» (священную войну) против англичан. Но англичане, опираясь на превосходство в воздухе, отбили иракские атаки и перешли в контрнаступление. В начале мая в Мосул прибыло авиасоединение германских и итальянских самолётов, а 23 мая 1941 года Адольф Гитлер подписал директиву фюрера № 30 «Средний Восток», в которой указывалось, что арабское национально-освободительное движение на Среднем Востоке рассматривается как естественный союзник Германии. В то же время Германия не смогла оказать сколько-нибудь значительную помощь своим союзникам в Ираке, так как её войска уже концентрировались для нападения на СССР.
27 мая британцы начали медленное наступление на Багдад из Фаллуджи. 29 мая запаниковавшее правительство Рашида Али бежало через Иран в Германию.
31 мая 1941 года мэр Багдада подписал перемирие между Великобританией и Ираком в присутствии британского посла. Британские сухопутные и военно-воздушные силы оккупировали важнейшие стратегические пункты Ирака.

## Итоги и последствия
1 июня принц Абд аль-Илах вернулся в Багдад в качестве регента, а 2 июня премьер-министром иракского правительства был назначен Джамиль аль-Мидфаи.
Задействованные в подавлении антибританского восстания в Ираке силы были вскоре использованы для вторжения и оккупации территории Сирии и Ливана, подчинявшихся вишистской Франции.
После оккупации страны британскими войсками Рашид Али аль-Гайлани бежал в Германию, где был принят Гитлером, признавшим его в качестве главы иракского правительства в изгнании. После поражения Германии во Второй мировой войне Рашид аль-Гайлани перебрался в Саудовскую Аравию. Он вернулся в Ирак после свержения монархии в 1958 году. Аль-Гайлани вновь попытался захватить власть, но был арестован и приговорён к смертной казни. Впоследствии его помиловали и он отправился в изгнание, где и скончался 28 августа 1965 года.